# Sociedad de San Vicente de Paúl
La Sociedad de San Vicente de Paúl (SSVP) es una organización civil, caritativa católica laica dirigida por voluntarios, creada en París en 1833 por un grupo de laicos católicos entre los que se encontraba Federico Ozanam, quien después sería beatificado por Juan Pablo II.
La sede de la Confederación Internacional se encuentra en París. En la actualidad, su XVII Presidente General es el español Juan Manuel Buergo Gómez.

## Historia y origen
La organización fue fundada en París el 23 de abril de 1833, en los locales de “la Tribuna Católica”, calle Petit Bourbon Saint Sulpice, frente a la Iglesia de San Sulpicio, por un grupo de siete jóvenes universitarios entre ellos el Beato Federico Ozanam (1813-1853), que fue beatificado en 22 de agosto de 1997. El grupo se denominó como Conferencia por haberse conocido en las Conferencias de Historia que promovía Emmanuel Bailly. Adoptaron a María Inmaculada y a San Vicente de Paúl (1581-1660) como patronos, inspirándose en el pensamiento y en la obra de éste Santo, conocido como el “Padre de la Caridad” por su dedicación al servicio de los pobres y de los infelices. Como motivo la mala situación de los pobres en París se decidió pasar de las palabras a la acción personal creando la Conferencia de Caridad con el apoyo de una Hija de la Caridad, Sor Rosalie Rendu.
Los fundadores fueron:
- Antonio Federico Ozanam (1813-1853)
- Emmanuel Bailly (1794-1861)
- Auguste Le Tallendier (1811-1886)
- François Lallier (1814-1887)
- Paul Lamache (1810-1892)
- Félix Clavé (1811-1853)
- Jules Devaux (1811-1881)
- Léonard Gorse (1808-1901)[3][4][5]

## La Sociedad o Conferencias de San Vicente de Paúl en España
La Sociedad de San Vicente de Paúl fue introducida en España por el músico madrileño Santiago Masarnau Fernández, quien la había conocido en 1839 en París, donde entonces residía y trabajaba. Cuando regresó a España en 1843, empezó a intentar implantarla. El primer capítulo (denominado "conferencia", y de ahí el nombre de Las Conferencias con que popularmente se conoce a la Sociedad en España) inició sus actividades en 1849 en Madrid y se constituyó formalmente en 1850 con el apoyo del papa Gregorio XVI. En los años siguientes la Sociedad conoció un extraordinario desarrollo en España que despertó suspicacias, hasta que fue suprimida por el por el gobierno tras la revolución de 1868 e incautados sus bienes. En 1874 se autorizó de nuevo su funcionamiento, y Masarnau, su tesorero, continuó al frente de la Sociedad hasta su fallecimiento en 1882.
La Sociedad había sido fundada en 1833 como una reacción cristiana a la utopía socialista de Saint-Simon o sansimonismo (que fue atractivo para muchos músicos, incluidos Ferdinand Hiller y Félicien David). La Sociedad se dedicó a mejorar la suerte de los pobres; y aunque era una sociedad laica católica, su membresía era estrictamente masculina.
Las reglas adoptadas eran muy simples; estaba prohibido hablar de política o inquietudes personales en las reuniones, y se resolvió que el trabajo debía ser el servicio de Dios en las personas de los pobres, a quienes los miembros debían visitar por su cuenta y dar vivienda y asistencia por todos los medios en su poder. El servicio de los miembros era abrazar, sin distinción de credo o raza, a los pobres, los enfermos y los desempleados.
La Sociedad tiene el carácter de entidad de beneficencia particular desde 1909 y fue declarada de utilidad pública en 1972. Su labor ha sido reconocido con diversos galardones, como la Gran Cruz de Oro de la Orden Civil de la Solidaridad Social (2003) y la Encomienda de Número de la Orden del Dos de Mayo de la Comunidad de Madrid (2009).
En las actualidad la Sociedad de San Vicente de Paúl cuenta en España con unos 2.500 socios, organizados en 216 conferencias, que desarrollan su labor social con el apoyo de más de 2.000 voluntarios. Está presente en 153 países y ayuda a más de 30 millones de personas a través de sus 800.000 socios y más de 1,5 millones de colaboradores.